# Gods of Egypt
Gods of Egypt ist ein Fantasyfilm des Regisseurs Alex Proyas aus dem Jahr 2016 mit Gerard Butler, Nikolaj Coster-Waldau und Brenton Thwaites in den Hauptrollen. Der Film startete am 21. April 2016 in den deutschen Kinos.

## Handlung
Die ägyptischen Götter leben unter den Menschen. In der tausend Jahre lang währenden Herrschaft von König Osiris herrschte Frieden in Ägypten. Er war immer ein gütiger Gott, für den alle Menschen den gleichen Wert hatten. Deshalb gewährte er in den tausend Jahren seiner Herrschaft allen Menschen den Eintritt ins Jenseits. Dies sollte auch sein Vermächtnis werden, wenn sein Sohn Horus zum neuen König gekrönt wird.
Als Horus von seinem Vater Osiris zum neuen Pharao gekrönt werden soll, erscheint Horus’ Onkel Seth und tötet Osiris. Er verfügt, dass man sich den Weg ins Jenseits fortan mit Reichtümern erkaufen muss. Im anschließenden Zweikampf wird Horus von Seth besiegt und seiner Augen beraubt. Beobachtet wird die Situation von Bek, einem jungen Dieb, und dessen Freundin Zaya.
Seth erhebt sich selbst zum neuen Pharao und versklavt im folgenden Jahr das Volk. Die Götter, die sich gegen ihn erheben, werden getötet. Die meisten Menschen werden zu Sklaven und dürfen nichts verdienen, um sich ihren Weg ins Jenseits kaufen zu können. Diese bauen für ihn imposante Gebäude, u. a. einen riesigen Obelisken. Im Haus des Baumeisters Urshu, der für Seths Gebäude verantwortlich ist, lebt und arbeitet inzwischen Zaya. Bek hält sich derweil als Dieb über Wasser und trifft sich immer heimlich mit ihr. Sie entwickeln den Plan, die Augen des Horus zu stehlen, um sie ihm zurückzugeben, damit dieser seine göttlichen Kräfte zurückerhält. Der Diebstahl durch Bek gelingt, allerdings befindet sich in der fallenbewehrten Schatzkammer nur eines der Augen. Bei der Rückkehr in Urshus Haus werden Bek und Zaya von Urshu und seinen Wachen gestellt. Die beiden können fliehen, dabei wird Zaya aber durch einen Pfeil tödlich verletzt.
Im Grabmal des Osiris findet Bek den völlig desillusionierten blinden Horus. Bek kann ihn davon überzeugen, gegen seinen Onkel zu kämpfen und gibt ihm eines seiner Augen zurück. Horus verspricht, dass er Zaya aus dem Reich der Toten zurückholt. Die beiden brechen auf, um von Ra zu erfahren, wie Seth besiegt werden kann. Ra umkreist auf seinem Sonnenschiff die Welt, schleppt die Sonne tagsüber über den Himmelsbogen, bekämpft nachts die Schlangengottheit Apophis, einen Schattendämon, der die Welt zerstören würde, und sorgt somit für den Tag-Nacht-Zyklus. Mithilfe des Wassers des Lebens wollen sie Seths Wüstenfeuer löschen, um diesen zu schwächen. Dieses Feuer wird in einer Pyramide von einem Sphinx bewacht, der jedem, der passieren möchte, ein Rätsel aufgibt. Um dieses Rätsel lösen zu können, nehmen Bek und Horus die Hilfe von Thot, dem Gott der Weisheit, in Anspruch. Sie dringen erfolgreich in die Pyramide ein und können das Rätsel lösen; bevor das Feuer aber gelöscht werden kann, erscheint Seth und tötet Thot. Seth, der inzwischen auch die Flügel seiner ehemaligen Frau Nephthys abgeschnitten hat, lässt sich diese Flügel, Thots Gehirn, das Herz des Osiris und das zweite Auge des Horus einsetzen und wird somit, zusammen mit Ras Speer, zu einer Art Supergott, der alle Fähigkeiten der besiegten Götter besitzt. Seth besucht seinen Vater Ra auf dessen Sonnenschiff und stürzt ihn in einem Zweikampf mit dessen eigenem Sonnenspeer und einem Schwertstich in die Besinnungslosigkeit. Denn nichtmal Ras Magie kann Seth jetzt noch aufhalten.
Hathor, die sich Bek und Horus angeschlossen hat, kann mit ihrer Magie eine Kommunikation zu Zaya herstellen. Als Anubis sie unterbricht, ruft Hathor ihn zu sich, und überlässt Bek ihren Armreif, damit Zaya sich das Jenseits leisten kann. Denn die Seelen, die keine Reichtümer aufbringen können, lösen sich auf und werden eins mit den Schatten des Nichts. Gerade als Zaya das Tor zum Jenseits/Nichts erreicht, erscheint Bek, und will Zaya retten. Doch bevor er dies tun kann, wird das Tor gesprengt und das Chaos breitet sich aus. Apophis ist dabei die Unterwelt zu zerstören. Anubis versucht mit seiner Magie dagegenzuhalten, aber er kann ihn nicht ewig aufhalten. Seth lässt Apophis auf die Erde los, um Ras Schöpfung zu vernichten und seine eigene Schöpfung durchzusetzen.
Es kommt zu einem Zweikampf auf der Spitze des riesigen Obelisken zwischen Seth und Horus. Horus kann Seth besiegen, obwohl er vermeintlich durch das eine noch fehlende Auge noch nicht seine kompletten Kräfte zurückerlangt hat. Durch eine Äußerung Ras wusste er aber, dass er das zweite Auge gar nicht benötigt. Im Laufe dieses Zweikampfes wird Bek tödlich verletzt. Ra wird durch Horus wiederbelebt, der Apophis zurück in die Schatten der Nacht treiben kann. Als Horus Bek an die Seite von Zaya bettet, erscheint Ra und lässt beide von den Toten auferstehen. Horus wird nun zum Pharao gekrönt, Bek ist sein neuer Stellvertreter und oberster Berater. Horus bestimmt, dass man sich das Jenseits fortan mit guten Taten verdienen muss und will den Frieden seines Vaters wiederherstellen und fortbestehen lassen. Bek gibt ihm am Ende den Armreif zurück, woraufhin Horus seine Geliebte Hathor retten will.

## Hintergrund
Der Film basiert auf dem ägyptischen Mythos „Der Streit zwischen Horus und Seth“, in dem Seth und Horus um die Herrschaft Ägyptens kämpften.

### Dreharbeiten
Gedreht wurde der Film in Australien, der Heimat von Regisseur Alex Proyas. So fanden unter anderem Dreharbeiten in den Fox Studios und im Centennial Park in Sydney statt. Die Götter sind in diesem Film in ihrer menschlichen Form beinahe und in tierischer Form mehr als doppelt so groß wie die normalen Menschen. Alex Proyas nannte die Herausforderung dieses Größenunterschiedes Reverse Hobbit („Umgekehrter Hobbit“).

### Veröffentlichung
Der Film hatte Premiere am 24. Februar 2016 in New York, zwei Tage später erfolgte der Kinostart in den Vereinigten Staaten. In die deutschsprachigen Kinos kam der Film am 21. April 2016.

### Synchronisation
Synchronisiert wurde der Film durch Berliner Synchron GmbH Wenzel Lüdecke nach einem Dialogbuch von Erik Paulsen, der auch die Dialogregie führte.
| Rolle   | Darsteller/in         | Deutsche Synchronstimme |
| ------- | --------------------- | ----------------------- |
| Seth    | Gerard Butler         | Tobias Kluckert         |
| Horus   | Nikolaj Coster-Waldau | Peter Flechtner         |
| Anat    | Abbey Lee             | Heike Beeck             |
| Anubis  | Goran D. Kleut        | Ingo Albrecht           |
| Bek     | Brenton Thwaites      | Max Felder              |
| Hathor  | Élodie Yung           | Svantje Wascher         |
| Isis    | Rachael Blake         | Anja Rybiczka           |
| Mnevis  | Alexander England     | Jürgen Kluckert         |
| Nephtys | Emma Booth            | Julia Horvath           |
| Osiris  | Bryan Brown           | Frank Muth              |
| Ra      | Geoffrey Rush         | Wolfgang Condrus        |
| Sphinx  | Kenneth Ransom        | Uli Krohm               |
| Thot    | Chadwick Boseman      | Tommy Morgenstern       |
| Urshu   | Rufus Sewell          | Rainer Doering          |
| Vendor  | John Samaha           | Raimund Krone           |
| Zaya    | Courtney Eaton        | Victoria Frenz          |

## Rezeption

### Kritiken
Der Film fiel bei den Kritikern größtenteils durch. Die Plattform Rotten Tomatoes verzeichnet nur 14 % positive bei 194 ausgewerteten Kritiken. Andreas Staben von Filmstarts bemängelte in seiner Kritik, dass sich in dem Mythologie-Historien-Mischmasch zwar alle Zutaten zu einem augenzwinkernden 3D-Spektakel mit B-Movie-Charme vereinen, das Ganze aber immer wieder unter wenig inspirierten Actionszenen und höchstens mittelmäßigen Computereffekten begrabe. Die Filmzeitschrift Cinema merkte an, dass das überlange Fantasy-Gewitter von den völlig aus dem Ruder laufenden Spezialeffekten erschlagen werde. Bernd Rebhandl schrieb hingegen auf Faz.net, dass die wilden Visionen von Alex Proyas auch einen ganz konkreten, politisch korrekten Sinn ergeben würden, dies in gewisser Weise ganz und gar gelungen sei und nebenbei einen vergnüglichen Film ergebe.

### Einspielergebnisse
Auch finanziell konnte der Film nicht überzeugen. Bei einem geschätzten Budget von 140 Millionen US-Dollar konnte der Film nur etwa 150,7 Millionen US-Dollar einspielen.

## Auszeichnungen
Filmkomponist Marco Beltrami erhielt 2017 einen ASCAP Film and Television Music Award. Darüber hinaus wurde der Film für mehrere Preise nominiert, darunter 5 Nominierungen für den AACTA Award (Sound, Filmmusik, Kostümdesign, Visuelle Effekte, Make-up). Für den Negativpreis Goldene Himbeere wurde der Film 2017 in 5 Kategorien nominiert (darunter schlechtester Film, Regie und Drehbuch).